# نايف أبو عياش
نايف أبو عياش، (توفي في 27 يناير 2014 في رفح)، مغني شعبي فلسطيني من مدينة رفح، أصدر منذ التسعينيات عدة مجموعات من الأغنيات الوطنية، أشهرها ما غناه لتنظيم صقور فتح ولكتائب الشهيد أحمد أبو الريش المنبثقة عنها.

## معلومات عنه
ولد نايف سليمان حماد عياش في رفح في قطاع غزة ولد بداية السّتينيّات في مدينة رفح، وعاش يتيما مع جدَّته لأمّه. بدأ في الغناء في الإذاعة المدرسية، وتعلم آلة العود من الأستاذ عباس خضر الذي ضمه إلى فرقته الفنيّة التي كانت تُحيي مناسباتٍ اجتماعيّةً في مناطقَ مختلفةٍ من غزّة.
في مطلع التسعينيات توجه أبو عياش إلى الأغنية الوطنية وأصدر مجموعته الأولى: “صوّب رصاصك يا أخي، صوّب الرؤوس الخائنة“، وفيها أغنية “سيري صقور الفتح“ التّي ألفها ولحنها خلال فترة اعتقاله.
شارك في العمل السياسي في القطاع واعتقل عدة مرات لدى سلطات الاحتلال، وخرج من آخر حبس له بالتزامن مع توقيع اتقاق أوسلو. قدم أغان تنتقد فساد السلطة الفلسطينية وتعرض للاعتقال لدى أجهزتها، كما غنى للمقاومة الفلسطينية في القطاع وإنجازاتها. توارى عن الأنظار في عاميه الأخيرين، وظهر لاحقا أنه كان يقيم في سيناء ويحيي الأعراس الغنائية هناك.
توفي عام 2014 بنوبة قلبية وشيع في رفح في جنازة حاشدة.

## روابط خارجية
أغنية "يا يما الصقر استشهد" (1992)، على موقع يوتيوب
أبو عياش يغني في حفل تأبين الشهيد أحمد أبو الريش، (على موقع يوتيوب)